# 1895 v loďstvech
Tento článek obsahuje významné události v oblasti loďstev v roce 1895.

## Události
- 11. května – Západně od Formosy se na pozici 23°20′ s. š., 119°20′ v. d. převrátila a potopila japonská torpédovka TB-16 (třída TB-5). Příčinou byla nestabilita na rozbouřeném moři.[1]

## Lodě vstoupivší do služby
- 1895  Tri Svjatitělja – bitevní loď (samostatná jednotka)

- 1895 –  Dupuy de Lôme – pancéřový křižník (samostatná jednotka)

- 1895 –  Latouche-Tréville – pancéřový křižník třídy Amiral Charner

- 16. února –  Sardegna – bitevní loď třídy Re Umberto

- 24. března –  SMS Kaiserin und Königin Maria Theresia – pancéřový křižník (samostatná jednotka)

- 4. května –  Sicilia – bitevní loď třídy Re Umberto

- 15. srpna –  USS Texas – obrněná loď (samostatná jednotka)

- 21. srpna –  Almirante Oquendo – pancéřový křižník třídy Infanta María Teresa

- říjen  Sokol – torpédoborec (samostatná jednotka)
- 20. listopadu –  USS Indiana (BB-1) – bitevní loď třídy Indiana

- prosinec –  Majestic a Magnificent – predreadnought třídy Majestic

- 17. prosince –  Kortenaer – pobřežní bitevní loď třídy Evertsen